# Koudougou

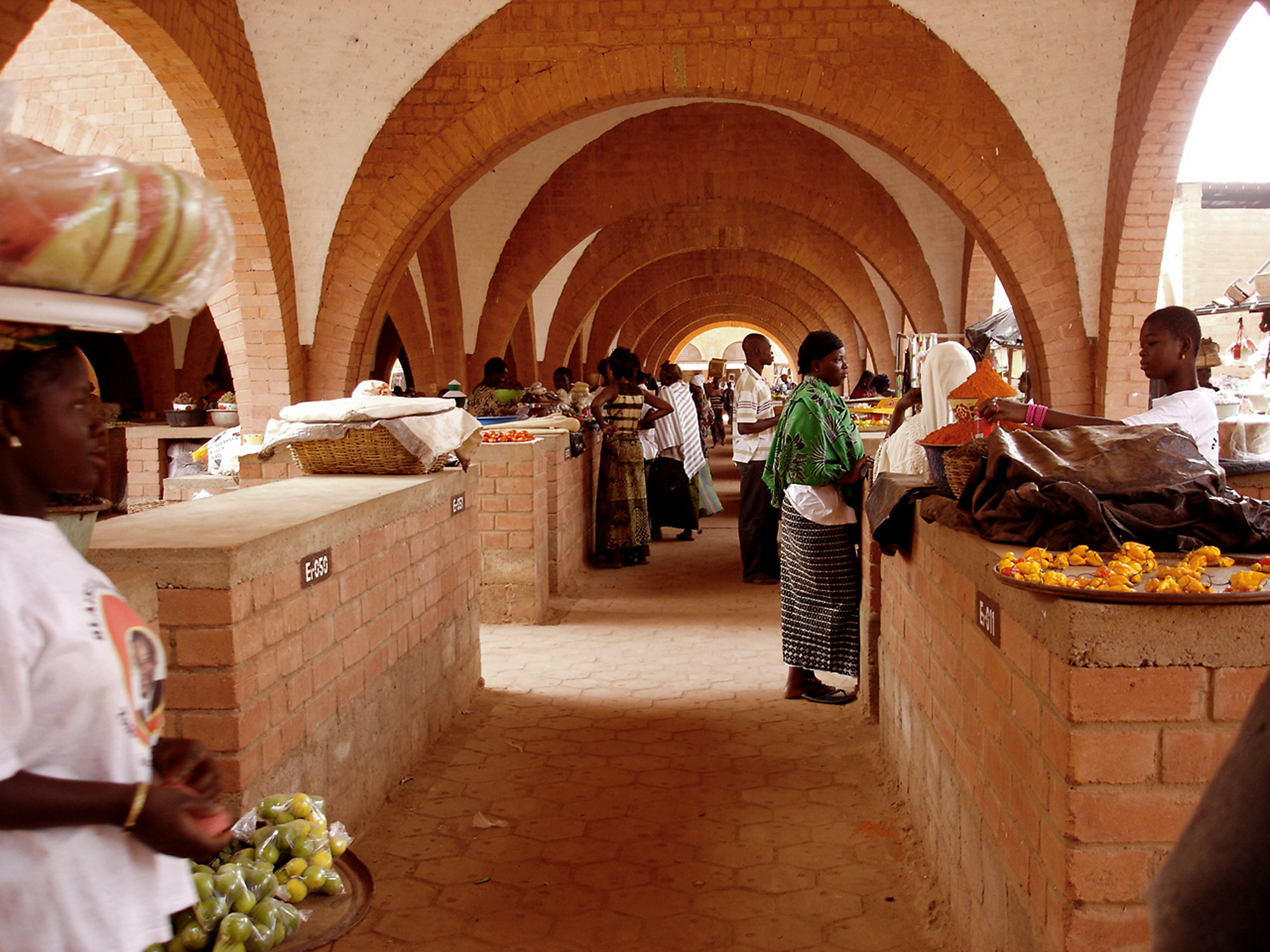
Innenansicht des Marktes von Koudougou

Koudougou ist eine Stadt und ein dasselbe Gebiet umfassendes Departement im westafrikanischen Staat Burkina Faso, Hauptstadt der Region Centre-Ouest und der Provinz Boulkiemdé, 75 km westlich von Ouagadougou, der Hauptstadt des Landes, gelegen. Sie ist mehrheitlich von Mossi bewohnt und mit 131.825 Einwohnern in den zehn Sektoren des Hauptortes und den 15 umliegenden Dörfern eine der größten Städte des Landes.

## Wirtschaft, Verkehr und Infrastruktur
Koudougou liegt an der Abidjan-Niger-Bahn, der einzigen Eisenbahnlinie Burkina Fasos und ist Standort einiger kleiner Industrieanlagen, wie einer Fabrik zur Herstellung von Karitébutter, einer Baumwollfabrik und mehrerer Textilfabriken. 
Seit 2005 verfügt die Stadt über eine Universität. 2017 wurde die private, englischsprachige Universität Burkina Institute of Technology gegründet, die den Studienbetrieb zum Wintersemester 2018/19 aufgenommen hat. Das Universitätsgebäude hat der Pritzker-Preisträger Diébédo Francis Kéré entworfen. 
Weitere von Kéré entworfene Gebäude sind die private Mittelschule Lycée Schorge und das Noomdo Waisenhaus.
Von überregionaler Bedeutung ist der Markt von Koudougou, der seit 2005 in einem neuen Marktkomplex im Zentrum der Stadt untergebracht ist. Der von Laurent Séchaud im Auftrag der DEZA gestaltete Markt wurde 2007 mit dem Aga Khan Award for Architecture ausgezeichnet.
Einmal jährlich findet das Musikfestival Nuits atypiques de Koudougou statt.

## Söhne und Töchter der Stadt
- Henri Guissou (1910–1979), Beamter, Diplomat und Politiker
- Philippe Zinda Kaboré (1920–1947), Politiker
- Maurice Yaméogo (1921–1993), erster Präsident von Obervolta
- Basile Tapsoba (* 1942), römisch-katholischer Geistlicher, emeritierter Bischof von Koudougou
- Hermann Yaméogo (* 1948), Politiker, Sohn von Maurice Yaméogo
- Norbert Zongo (1949–1998), Journalist und Schriftsteller
- Frédéric Assomption Korsaga (* 1951), Diplomat und Politiker
- Pierre Yaméogo (1955–2019), Regisseur und Filmproduzent
- Tertius Zongo (* 1957), Premierminister von Burkina Faso (2007–2011)

## Städtepartnerschaften
Koudougou hat Städtepartnerschaften geschlossen mit 
- Dreux im Département Eure-et-Loir (Frankreich), 1972
- Melsungen in Hessen (Deutschland)[4]